# Amatuní
Els Amatuní (en armeni Ամատունի) van ser una família de nakharark armenis que posseïen terres a l'Aragatsotn (província d'Airarat) centrades a la ciutat de Oixakan o Ošakan (al nord de Valarshapat) i que a partir del segle ix van continuar amb una branca al districte d'Artaz a Baspracània, amb centre a Maku (abans Shawarshan) (al nord-est de Baspracània a mig camí entre els llacs Van i Urmia), com a vassalls dels Arzerunis.
Els prínceps Amatuní posseïen el títol hereditari de Hazaraspets (guàrdies de frontera). El seu origen era caspi-meda o de la casa mannea de l'Artaz, però ells mateixos es deien descendents d'Astíages de Mèdia o ascendència hebrea.
Baanes I Amatuní era nakharar cap a començaments del segle iv i el va succeir Karen, i després, a la meitat del segle iv, Baanes II, que va tenir per successors a Zareh i Kenan Amatuní. A Kenan Amatuní, l'any 387 el rei sassànida Sapor III de Pèrsia el va deposar. Baanes III Amatuní va recuperar els honors i governava potser l'any 428. Vardan Amatuní era nakharar a la meitat del segle v quan també apareixen altres membres de la nissaga com Manen Amatuní. Baanes Amatuní, Arantzar Amatuní i Arnak Amatuní, que dirigien la família als voltants de l'any 451. Varaz Shapuh va revelar els plans del rebels als perses el 481. No torna a aparèixer cap més membre fins al 593 en què s'esmenta a un Kotik o Kotir o Kotil Amatuní que va participar en la rebel·lió contra Pèrsia i el 596 es va haver de presentar a la cort persa, des d'on el rei el va enviar a una missió a Nisibe durant la qual va morir en una emboscada de la que el rei no n'era aliè. l'emperador Constant II va donar el càrrec de patrici i ixkhan a Shapuh i també a Khatshean Aravelian, potser l'any 644. Varaz Shapuh apareix al seu darrere (entre el 680 i el 705) assassinat el 705 quan els àrabs van eliminar molts nakharark i es van emportar als seus fills per ser educats com a musulmans. Shapuh II Amatuní va emigrar circa l'any 750 amb dotze mil fidels cap a territori romà d'Orient i es va establir a la Capadòcia pòntica. El 791 l'increment dels impostos va provocar l'emigració en massa dels armenis que dirigits per Shapuh III Amatuní i el seu fill Haman Amatuní, es van establir en territori romà d'Orient. Amb aquests fets, va acabar el domini dels Amatuní a l'Aragadzotn (amb la capital Oixakan) conservant només l'Artaz amb capital a Maku com a vassalls dels Arzerunis de Baspracània (des del 772).
La branca d'Artaz, amb residència a Maku, va restar vassalla dels reis de Baspracània i alguns van tenir un cert paper a la història del regne.
Aproximadament el 898 Abu Morvan, usurpador de Baspracània que tenia presoners als tres prínceps legítims, es va establir a la ciutat de Van (Dosp) i va fer alliberar al príncep Khatshik-Gaguik, un dels tres prínceps, que tenia uns 15 anys (al que va deixar en llibertat vigilada) però va mantenir tancats als altres dos (el gran Sargis i el petit Gurguèn). Però Khatshik-Gaguik es va entendre amb alguns senyors que s'havien mantingut lleials a la dinastia, especialment els germans Shahpuh i Baanes Amatuní, i amb Abou Sakr Vahuni i tots junts van assassinar Abu Morvan durant una festa potser l'any 899. Sargis va ser proclamat, però va haver de donar ostatges a l'emir Afshin al-Sadj.
Al voltant de l'any 901 el príncep de Baspracània Gurguèn era ostatge de l'emir Afshin al-Sadj junt amb el nakharar Shahpuh Amatuní, i ambdós es va escapar de Bardaa i van tornar a Baspracània. Furiós Afshin va atacar Baspracània, però va morir de pesta en tornar a Bardaa.
Als segles xiii i XIV, sota el nom de Vaixútides, els Amatuní apareixen com a prínceps d'Aragatsotn, Siracene i Nig, amb el gran castell d'Anberd. Llavors eren vassalls dels zacàrides armeno-georgians d'Armènia del Nord.